# Іван Непокора
Іван Непокора (справжнє ім'я: Іван Кричфалушій) (нар. 8 червня 1991, село Кричево, Тячівський район Закарпатської області) — український поет, перекладач.

## Біографія
У 2004 році емігрував до Канади. З того часу живе перемінно в Торонто і у Львові. 
Автор поетичної збірки «пісні для О», перекладач (автор перекладів вибраної драматургії таких авторів: «Моріс Панич: 7 історій та інші п’єси», «Том Стоппард: Розенкранц та Ґільденстерн мертві (дві п’єси)», які побачили світ у видавництві Дискурсус, роману шотландки Мюріел Спарк «Помічники та підбурювачі», що готується до друку у видавництві Дискурсус в рамках спільної серії видавництва та Івана Кричфалушія «otto-drama, otto-prose» та «Гарольд Пінтер: Це єдине, що насправді трапилося (7 п’єс)», яка вийшла у видавництві Темпора.
Учасник таких фестивалів як «Березневі коти» та «Екле». Співучасник музично-поетичного проекту з гітаристом гурту «Один в каное» Устимом Похмурським «1:».
Публікувався в літературному журналі «Радар».